# Bambusz-nádiposzáta
A bambusz-nádiposzáta (Iduna similis) a verébalakúak (Passeriformes) rendjébe, ezen belül a nádiposzátafélék (Acrocephalidae) családjába  és az Iduna nembe tartozó faj. Egyes rendszerezések a Chloropeta nembe sorolják. 13 centiméter hosszú. Középkelet-Afrika nedves erdős, bokros területein él. Rovarokkal táplálkozik. Az esős évszakban költ.

## Fordítás
- Ez a szócikk részben vagy egészben  a   Mountain yellow warbler című angol Wikipédia-szócikk fordításán alapul.  Az eredeti cikk szerkesztőit annak laptörténete sorolja fel. Ez a jelzés csupán a megfogalmazás eredetét és a szerzői jogokat jelzi, nem szolgál a cikkben szereplő információk forrásmegjelöléseként.